# Rinbesi
Rinbesi is een bestuurslaag in het regentschap Belu van de provincie Oost-Nusa Tenggara, Indonesië. Rinbesi telt 3156 inwoners (volkstelling 2010).